# بلاتو

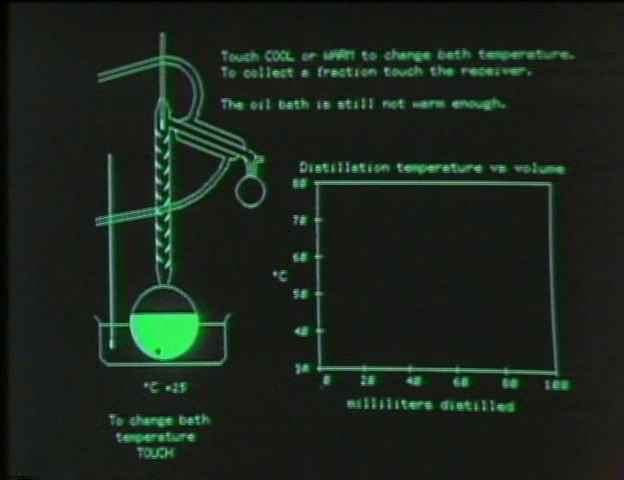

بلاتو (بالإنجليزية: PLATO، وهي اختصار Programmed Logic for Automated Teaching Operations أو المنطق المبرمج لعمليات التدريس الآلي)‏ كان أول نظام مساعد المعمم لتعليمات الكمبيوتر (حوالي العام960، في إلياك 1)، وبحلول أواخر السبعينات، ضم عدة آلاف من المحطات في جميع أنحاء العالم على ما يقرب من عشرة أجهزة الكمبيوتر المركزية الشبكية مختلفة. في الأصل، بني بلاتو في جامعة إلينوي ويعمل منذ أربعة عقود، ويقدم الدورات الدراسية (الابتدائية - الجامعية) لطلاب جامعة إلينوي، والمدارس المحلية، وغيرها من الجامعات. عدة نظم متفرعة منه لا تزال تعمل.
وقد تم إقرار مشروع بلاتو من قبل شركة بيانات التحكم (CDC)، التي بنت العديد من الآلات التي تشغل بلاتو في الجامعة. خطط رئيس شركة بيانات التحكم وليام نوريس إلى جعل بلاتو قوة في عالم الكمبيوتر، آخر إنتاج لنظام بلاتو أقفل في عام 2006 (بالصدفة، كان هذا بعد شهر فقط من وفاة نوريس)، إلا أنه أسس لمفاتيح الإنترنت: المنتديات، اختبارات الإنترنت، البريد الإلكتروني، غرف الدردشة، ولغات الصور والرسائل الفورية، والألعاب الجماعية.